# Antônio Roberto Soares
Antônio Roberto Soares (Montes Claros, 20 de junho de 1942 – Belo Horizonte, 24 de março de 2022) foi um escritor e político brasileiro, deputado federal por Minas Gerais entre 2007 e 2015.

## Carreira
Foi filiado ao Partido Verde de Minas Gerais e membro das Comissões de Meio Ambiente e de Cultura na Câmara dos Deputados do Brasil.
Cursou filosofia, em Diamantina, no seminário diocesano. Em Belo Horizonte, cursou Direito na Universidade Federal de Minas Gerais, além de Administração de Empresas na Fundação Mineira de Educação e Cultura, e cursos sobre Psicologia Organizacional e do Comportamento, o que levou a ter programa no rádio e na televisão, além de uma coluna no jornal Estado de Minas.
Faleceu aos 79 anos, vítima de leucemia.

## Publicações
Escreveu três livros, sobre o comportamento humano:
- É Possível Ser Feliz
- Eu te Compreendo
- Relacionamentos